# Torre Elysée
Torre Elysée es un complejo de edificios ubicado en la ciudad de Córdoba (Argentina), en el barrio de Nueva Córdoba, en la esquina de las calles Paraná y San Lorenzo. Tiene 24 pisos y su altura es de 80 m, por lo que es uno de los más altos de la ciudad. 
Posee un marcado estilo afrancesado, bajo la idea de imitar el estilo de diversas casonas y edificios públicos cordobeses que siguen el modelo arquitectónico francés. 
Su construcción se debió a la iniciativa del Grupo Regam, dedicado a la inversión inmobiliaria, y fue inaugurado oficialmente el 25 de octubre de 2007.
El complejo cuenta con tres torres de categoría que totalizan los 22 000 m² cubiertos, con departamentos de uno, dos y tres dormitorios. Su uso es residencial.
Además del Club House, piscina, gimnasio y cocheras, los propietarios tienen al alcance del teléfono servicios que van desde lavandería hasta cocina gourmet.
- Datos: Q6150128